# Lutjanus madras
Lutjanus madras és una espècie de peix de la família dels lutjànids i de l'ordre dels perciformes.

## Morfologia
- Els mascles poden assolir 30 cm de longitud total.[2][3]

## Hàbitat
És un peix marí de clima tropical i associat als esculls de corall que viu entre 5-90 m de fondària.

## Distribució geogràfica
Es troba des de les Seychelles fins a Nova Guinea i les Filipines.